# Hemetre

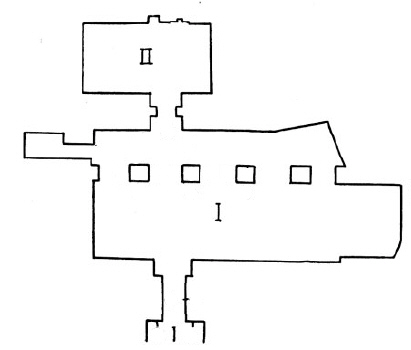
Grundriss des Grabes der Hemetre

Hemetre war eine altägyptische Prinzessin, die allgemein der 4. Dynastie zugeordnet wird. Ihre Eltern sind nicht zweifelsfrei bekannt, aufgrund der Position ihres Grabes wird sie allerdings meist für eine Tochter von Pharao Chephren gehalten. Durch Darstellungen in ihrem Grab sind drei Söhne und drei Töchter bekannt, der Name ihres Ehemanns ist hingegen nicht sicher festzustellen.

## Grabstätte
Hemetre gehört ein Felsgrab auf dem Central Field in Gizeh. Es besteht aus zwei Haupträumen, die ursprünglich durch eine zweiflügelige Holztür voneinander getrennt waren. Im östlichen Raum stehen vier Pfeiler, die mit Reliefs dekoriert sind, welche Hemetre zusammen mit ihren Kindern und Opferbringern zeigen.
Andrey Bolshakov unterzog das Grab Anfang der 1990er Jahre einer genauen Analyse und kam zu dem Schluss, dass es in mehreren Phasen errichtet worden sein müsse. Seiner Ansicht nach war das Grab in der 4. Dynastie angelegt worden und war ursprünglich undekoriert. Die Erweiterung, Dekorierung und letztendliche Nutzung des Grabes datiert er ans Ende der 5. Dynastie. Somit ist die Zuordnung der Hemetre als Tochter von Chephren inzwischen sehr unsicher.